# Schwarzenbach an der Saale
Schwarzenbach an der Saale (ufficialmente Schwarzenbach a.d.Saale) è una città tedesca di 7 738 abitanti, situato nel land della Baviera.